# Vincent Marignan
Pour les articles homonymes, voir Marignan.
Vincent Marignan est un raseteur français.

## Biographie
Né le 15 juin 1995 à Arles, il est le fils de Stéphane Marignan, déjà raseteur en son temps. 
Il remporte notamment le trophée des As (championnat de France de course camarguaise) en 2021